# Sesleria doerfleri
Sesleria doerfleri ist eine Art aus der Gattung der Blaugräser (Sesleria) innerhalb der Familie der Süßgräser (Poaceae).

## Beschreibung

### Vegetative Merkmale
Sesleria doerfleri ist eine ausdauernde krautige Pflanze, die Wuchshöhen von 50 bis 70 Zentimeter erreicht. Sie bildet Horste. Die Blattscheiden sind kahl. Der Rand der 3 bis 5,5 Millimeter breiten Laubblätter ist an der stechenden Spitze rau.

### Generative Merkmale
Die Blütezeit reicht von März bis Mai. Die Ährchen stehen in einer sehr dichten Ährenrispe, die 25 bis 30 Millimeter lang und etwa 15 Millimeter breit ist. Die Ährchen enthalten zwei bis fünf Blüten. Die Hüllspelzen sind 6 Millimeter groß und verschmälern sich allmählich in eine 2 bis 4 Millimeter lange Granne. Die Deckspelze ist 4,5 bis 5,5 Millimeter groß und seidig. Die mittlere Granne ist bis zu 5 Millimeter groß, die seitlichen 2 bis 3 Millimeter. Die Vorspelze hat eine 2 bis 3 Millimeter lange Granne und ist länger als die Deckspelze.

## Ökologie
Bei Sesleria doerfleri handelt es sich um einen Horst-Hemikryptophyten.

## Vorkommen
Sesleria doerfleri ist auf Kreta in den Präfekturen Chania und Rethymnon endemisch. Die Art wächst an schattigen Felswänden in Höhenlagen von 100 bis 1300 Meter.

## Taxonomie
Sesleria doerfleri wurde 1914 von August von Hayek in Oesterreichische Botanische Zeitschrift Band 64, Seite 360 erstbeschrieben. Die Art wurde von Ignaz Dörfler am 7. April 1904 in der Samaria-Schlucht in Kreta entdeckt und gesammelt.

## Belege
- Ralf Jahn, Peter Schönfelder: Exkursionsflora für Kreta. Mit Beiträgen von Alfred Mayer und Martin Scheuerer. Eugen Ulmer, Stuttgart (Hohenheim) 1995, ISBN 3-8001-3478-0, S. 383.